# Isartor
Isartor – wschodnia brama miejska w Monachium. Jedna z trzech bram (obok Sendlinger Tor i Karlstor) średniowiecznych fortyfikacji zachowanych do dzisiaj. Jej nazwa pochodzi od nieopodal płynącej rzeki Izary (niem. Isar).
Obecnie w Isartor mieści się Valentin-Karlstadt-Musäum.

## Położenie
Brama wznosi się na wschodnim krańcu ulicy Tal w tzw. dzielnicy Graggenauer, znajdującej się dawniej na Szlaku Solnym i tworzącej główną oś wschód-zachód historycznego starego miasta. Brama oddziela historyczne stare miasto od przedmieść Isarvorstadt i Au. Przed bramą znajduje się Isartorplatz, obecnie część obwodnicy wokół starego miasta.

## Historia
Na początku XIV w. stale rosnąca liczba mieszkańców Monachium spowodowała konieczność rozbudowy miasta. W związku z tym król Ludwik IV Bawarski zlecił rozbudowę miasta i wzniesienie drugiego muru miejskiego. Wówczas też, w ramach drugiej fortyfikacji (1285–1347), wzniesiono Isartor (1337).
W 1827 Peter von Cornelius zaapelował do króla Ludwika I Wittelsbacha o uratowanie Isartor, która na przestrzeni wieków popadła w ruinę. Aby podkreślić historyczne znaczenie bramy, von Cornelius przywołał legendę o tryumfalnym wjeździe przez Isartor do miasta cesarza Ludwika IV Bawarskiego po zwycięstwie nad Fryderykiem III Pięknym w bitwie pod Ampfing (1322) i zaproponował, by uwiecznić to wydarzenie na fresku na bramie. Wjazd ten jednak nie mógł się odbyć w Monachium, ponieważ Isartor zbudowano dopiero piętnaście lat po bitwie. W 1833 Ludwik I Wittelsbach zlecił Friedrichowi von Gärtnerowi restaurację bramy. W ramach prac restauracyjnych wykonano malowidła herbów na wieżach bocznych oraz freski po zewnętrznej stronie korpusu środkowego nad przejściami, ukazujące zwycięstwo cesarza Ludwika IV Bawarskiego w bitwie pod Ampfing w 1322. W 1860 wieża środkowa otrzymała zegar, który pierwotnie był przeznaczony dla bramy zachodniej – Karlstor, która uległa zniszczeniu w eksplozji prochu czarnego. 

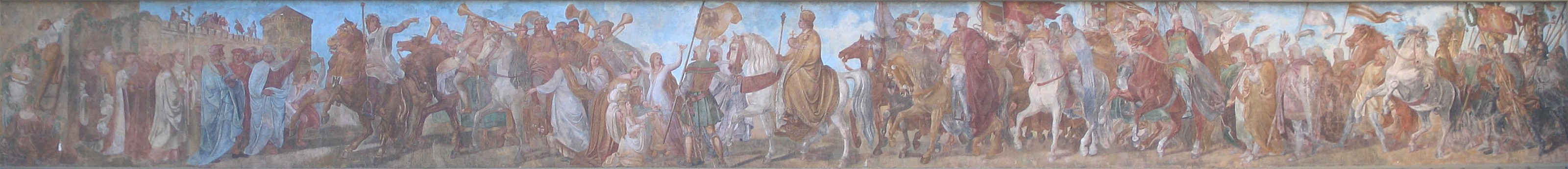
Fresk na Isartor przedstawiający "Tryumfalny przejazd Ludwika IV Bawarskiego po zwycięskiej bitwie z Habsburgiem Fryderykiem Pięknym pod Mühldorf w roku 1322", Bernhard von Neher, 1835

Podczas II wojny światowej brama została poważnie uszkodzona. W latach 1946–1957 budowlę zabezpieczono, by uchronić ją przed zawaleniem. Zamontowano wówczas na wieży środkowej zegar. W latach 1971–72 przeprowadzono restaurację bramy, uwzględniając jej średniowieczny charakter i korygując pewne zmiany przeprowadzone w ramach prac w XIX w. Zdemontowano wówczas zegar z dwoma szklanymi cyferblatami.
Podczas prac ziemnych w związku z budową centrum zarządzania dla banku Stadtsparkasse München przy Thomas-Wimmer-Ring odkryto w połowie lat 80. XX w. fundamenty muru miejskiego oraz wieży strażniczej. Natomiast przy ulicy Lueg ins Land pozostałości muru miejskiego i wież przebudowano na domy, które w 1944 przetrzymały naloty bombowe.
Od 1959 w pomieszczeniach obydwu wież znajduje się Valentin-Karlstadt-Musäum.

## Architektura

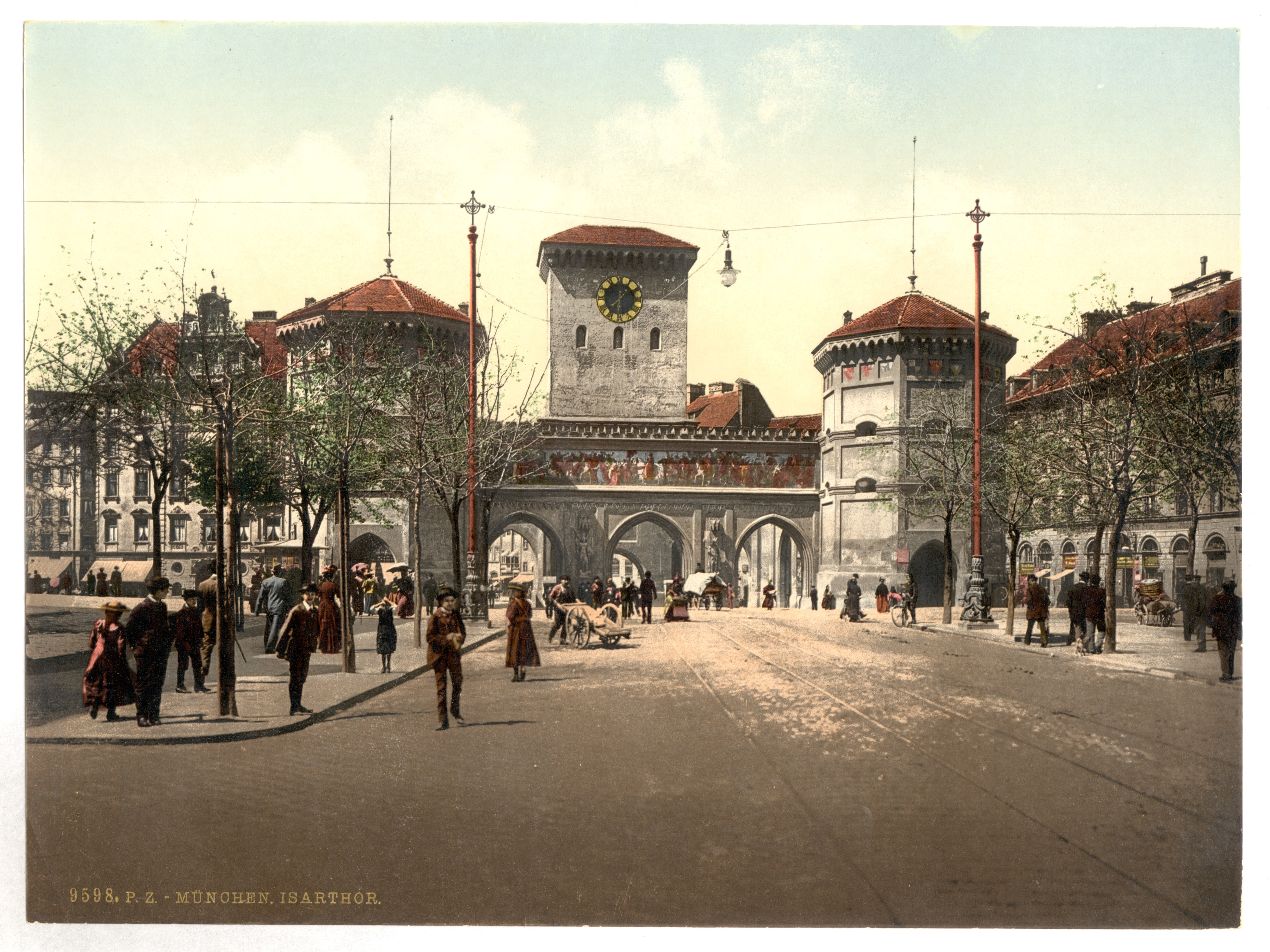
Isartor, między 1890 a 1905

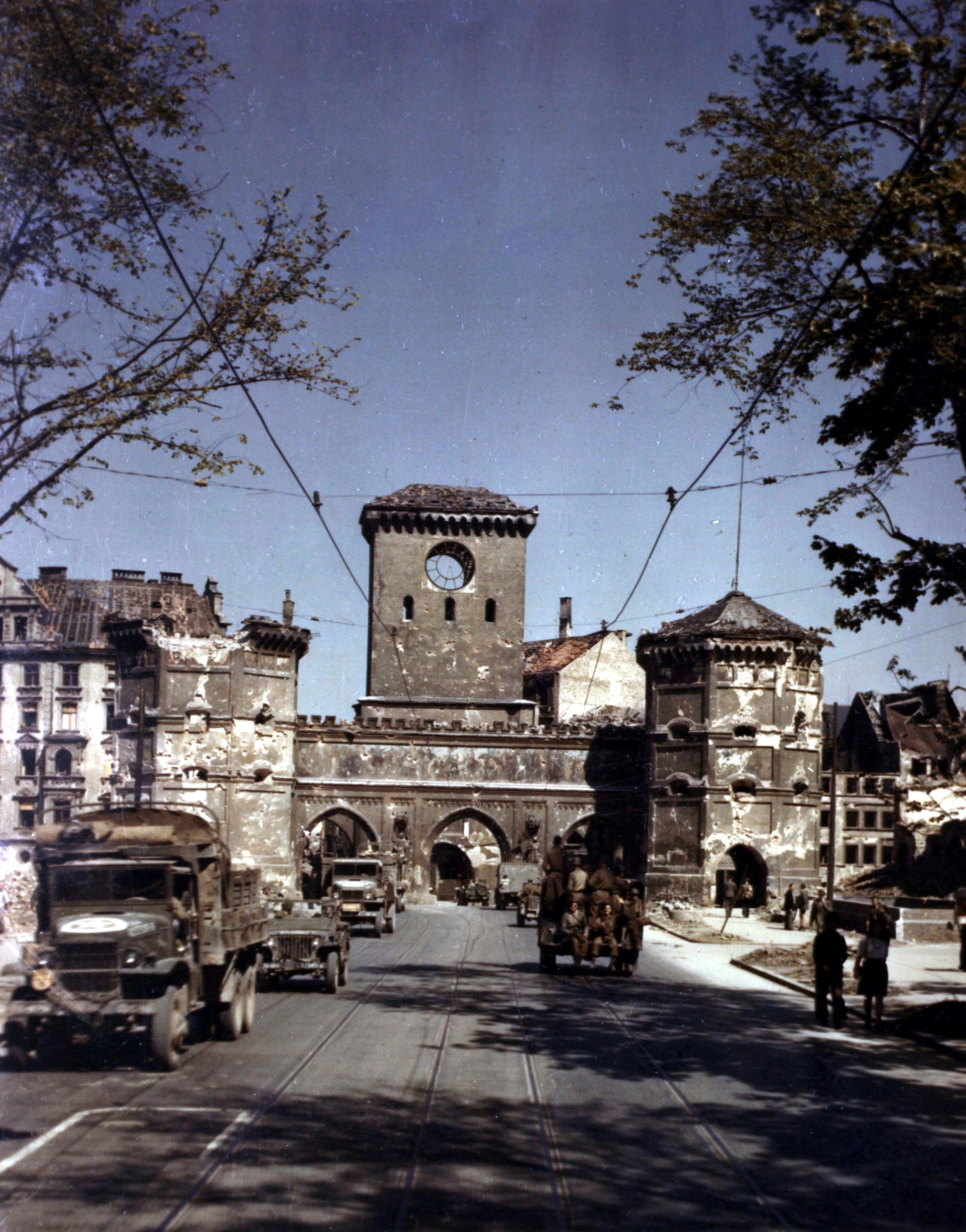
Isartor w 1945

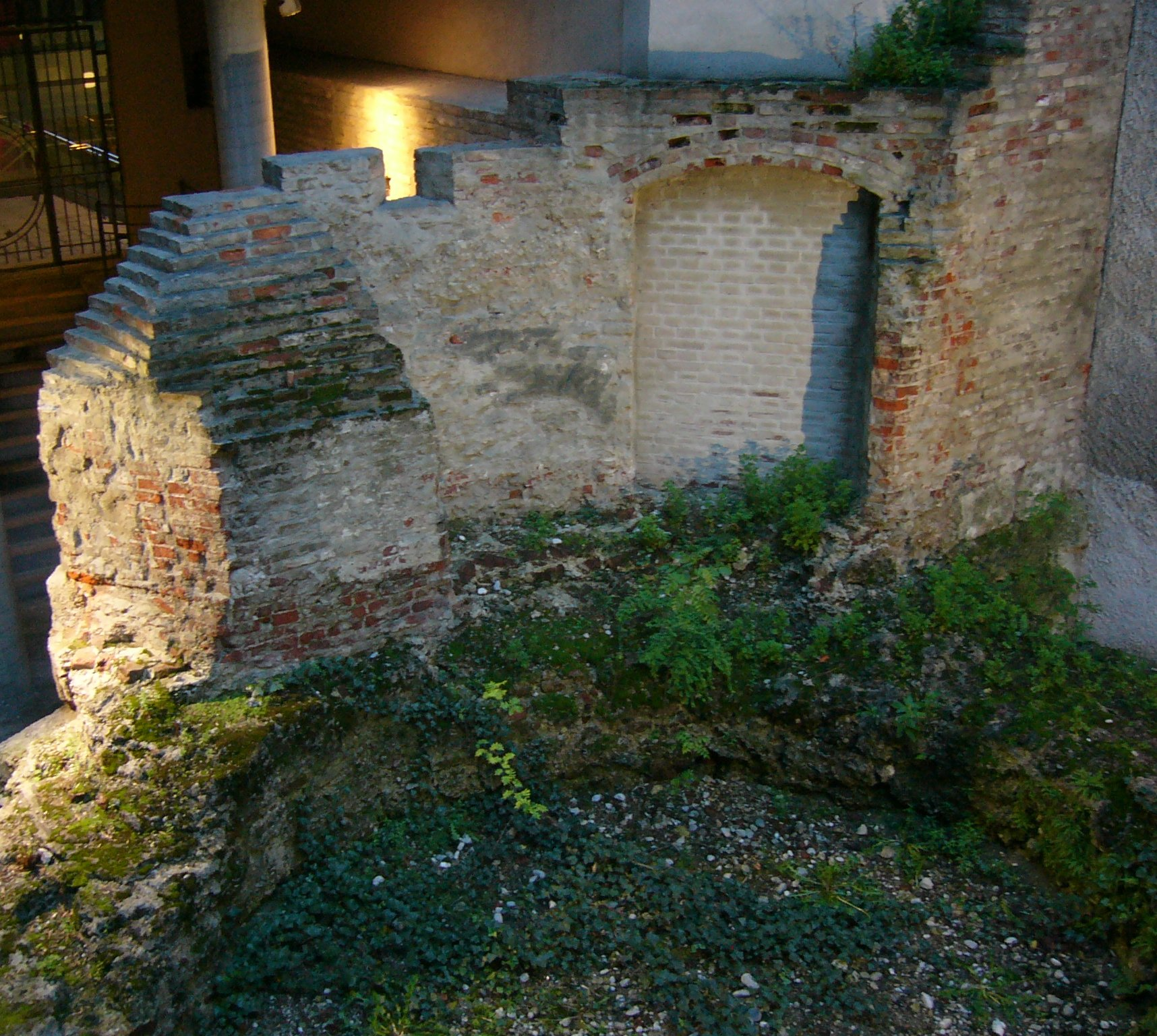
Ruiny murowanej wieży Isartor

Isartor składa się z dwóch wież oraz korpusu środkowego z trzema przejściami i wieżą środkową, górującą nad budowlą. Korpus zdobi malowidło Bernharda von Nehera z 1835 przedstawiające "Tryumfalny przejazd Ludwika IV Bawarskiego po zwycięskiej bitwie z Habsburgiem Fryderykiem Pięknym pod Mühldorf w roku 1322" (niem. Triumphzug Ludwigs des Bayern nach seiner siegreichen Schlacht gegen den Habsburger Friedrich den Schönen bei Mühldorf im Jahre 1322).

### Zegar

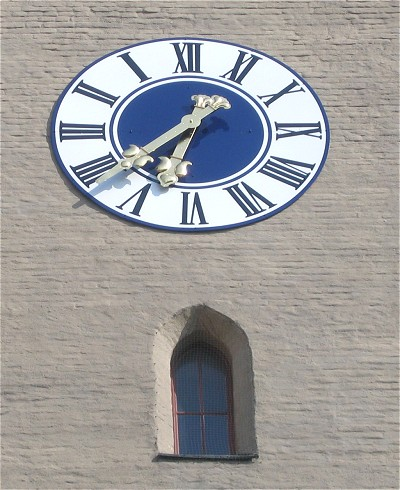
Zegar na Isartor, 2006

4 listopada 2005 na wieży środkowej zamontowano ponownie duży zegar. Od zachodu cyferblat jest lustrzanym odbiciem cyferblatu po przeciwnej stronie – dlatego wskazówki zegara po stronie zachodniej biegną w stronę przeciwną niż przyjęte. Zabieg ten nawiązuje do zdania, jakie miał wypowiedzieć Willy Brandt: 

W Bawarii zegary chodzą inaczej.

## Literatura dodatkowa
- Klaus Gallas: München. Von der welfischen Gründung Heinrichs des Löwen bis zur Gegenwart: Kunst, Kultur, Geschichte. Köln: DuMont, 1979. ISBN 3-7701-1094-3. Brak numerów stron w książce